# Cyrtandropsis subintegra
Cyrtandropsis subintegra är en tvåhjärtbladig växtart som beskrevs av Rudolf Schlechter. Cyrtandropsis subintegra ingår i släktet Cyrtandropsis och familjen Gesneriaceae. Inga underarter finns listade i Catalogue of Life.